# Tuba Dei
Tuba Dei (с лат. — «Труба Господня») — колокол, находящийся в колокольне базилики святых Иоанна Крестителя и Евангелиста Иоанна в городе Торунь, Польша. Является третьим по величине среди колоколов Польши (после колоколов «Зигмунд» и «Мария Богородица») и самым большим среди средневековых польских колоколов.

## История
Колокол был изготовлен торунским литейщиком Мартином Шмидтом. В 1500 году был установлен на колокольне базилики святых Иоанна Крестителя и Евангелиста Иоанна.
В 1703 году шведские войска вывезли из Торуня в Швецию в качестве трофея другой колокол — Торнон, который был установлен на северной колокольне собора в Уппсале взамен сгоревшего в 1702 году колокола.

## Характеристика
- Вес колокола: 7238 кг;
- Вес языка: 200 кг;
- Диаметр: 2,27 м;
- Высота: 2 м;
- Тон: as °

## Описание
Тело колокола украшено барельефами святого Иоанна Крестителя, являющегося покровителем Торуня, покровителя храма святого Евангелиста Иоанна, покровительницы мастера святой Барбары и святой Екатерины.
Под короной колокола находится надпись на латинском языке:

ANNO DOMINI MVC XXII DIE SEPTEMBRIS EGO TUBA DEI IN LAUDEM DEI ET SANCTORUM JOHANNIS BAPTISTAE ET EVANGELISTAE PATRONORUM HUIUS TEMPLI FUSA SUM (В год Господень 1500 дня 22 сентября я, Труба Господня, к прославлению святых Иоаннов — Крестителя и Евангелиста, покровителей этой святыни, был установлен).